# جون باترسون ريا
جون باترسون ريا (بالإنجليزية: John Patterson Rea)‏ هو قاضي وصحفي ومحامي أمريكي، ولد في 13 أكتوبر 1840 في Lower Oxford Township, Pennsylvania ‏ في الولايات المتحدة، وتوفي في 28 مايو 1900 في Nicollet Island ‏ في الولايات المتحدة.